# 威廉·莫格福德·哈姆勒特
威廉·莫格福德·哈姆勒特，F.I.C.，F.C.S.[?]，（1850年8月20日—1931年11月18日），是一名澳洲化學家。哈姆勒特在1850年生於英國，靠閱讀自習化學，對科學產生濃厚興趣，並報讀晚間課程，後到皇家化學學院深造。畢業後，他一度擔任助教，後獲聘為化驗人員，成為分析化學家。哈姆勒特其後赴荷屬蘇利南接受一份優差，卻在當地身染重病，回國後仍然健康欠佳。為了自身健康，他移民到澳洲悉尼，為新南威爾斯州政府效力，擔任化驗師和鑑識科學家，最終於1915年退休。

## 早年生平與教育
哈姆勒特生於英國漢普郡樸茨茅夫的南海城，就讀布里斯托的一所私立學校。當時的學校尚未有科學教育，但哈姆勒特靠閱讀自學，因而對化學與電學產生了興趣，並分別透過威廉·平諾克的《化學要理問答》（Catechism of Chemistry）和威廉·吉爾伯特的《電學》（Electricity）學習化學與電學知識。後來，哈姆勒特有機會參觀布里斯托工業區聖菲利普沼澤的硫酸製造廠和鹼廠，對科學的愛好更為濃厚；他又參觀了分析化學家威廉·赫帕斯的實驗室，看見赫帕斯使用昂貴的鉑砂浴時毫不節制用量，又看到知名化學家漢弗里·戴維遺下的實驗用具，產生深刻記憶，也就更熱愛科學了。
雖然哈姆勒特喜歡科學，但父親期望他從商，安排他到布里斯托皇后廣場的一家船運公司做學徒；在船運公司裡，哈姆勒特很擅長翻譯航海日誌和意大利語文書，又對意大利貿易產生興趣，但科學仍是他最大的愛好。於是，他報讀了布里斯托貿易與礦業學校（Bristol Trade and Mining School）的晚間化學和物理課程，獲得獎學金。靠這筆獎學金，哈姆勒特到皇家化學學院深造，師從爱德华·弗兰克兰，在1873年取得無機化學一等榮譽，並因他在無機化學的優秀表現而獲得獎項。

## 化學家生涯

### 移民前的經歷
在皇家化學學院畢業後，哈姆勒特獲布里斯托爾醫學院聘用為化學實驗助教。其後，他與秘魯政府的代理人訂下合同，受聘為欽查群島和瓜纳普群岛出口的海鳥糞進行化學分析。1873年，哈姆勒特遷居至英格蘭東部诺福克郡的金斯林，擔任政府化驗師，成為分析化學家和顧問化學家。他雖然擔任公職，但仍可以在私營企業工作，受僱於私營化工工廠，因此對硫酸生產、磷酸二氫鈣生產、煤焦油分餾等工業化學技術略知一二。
同一時期，哈姆勒特也對路易·巴斯德和羅伯·柯霍進行得如火如荼的微生物學研究感到興趣，並熟讀了由巴斯德撰寫、史無先例的釀酒巨著《关于啤酒的研究》（法語：Études sur la bière）。他在1880年受邀加入倫敦知名酒廠沃特尼库姆里德，全權負責建設一座特別實驗室，以研究釀酒的化學原理。
在酒廠工作的時候，他結識了榮譽布商公會的首長；此名首長同時是南美洲荷屬蘇利南（現蘇利南）城市巴拉馬利波一家金礦開採公司的董事總經理，碰巧這公司的化學家及金屬檢測師因病離職，首長便請哈姆勒特到當地接替該職位。由於首長開出的薪酬頗吸引，而哈姆勒特本人具遊歷精神，他接受了這份工作，卻對當地的黃熱病疫情一無所知，甫抵埗即遭到隔離檢疫，被迫在一艘單桅縱帆船上逗留了整個月；赴任不足兩年後，哈姆勒特雖沒罹患致命的黃熱病，卻染上瘧疾和種種風土病，在1882年下半年被迫返回英國。
帶病回國後，哈姆勒特的健康狀況一直欠佳，別人建議他移居到一個氣候溫暖和較乾燥的地方，以便休養。哈姆勒特到蓋伊醫院出席湯瑪斯·史蒂文森的毒物學講座，醫學界的友人們勸他離開英格蘭，遷至北大西洋群島馬德拉、美國加州或者澳洲昆士蘭居住。於是，哈姆勒特決定為健康緣故移民到澳洲；他在1883年乘坐聯邦號外輪船，計劃由倫敦出發，途經新南威爾斯州的悉尼，最終到達昆士蘭城市湯斯維爾。

### 移居澳洲後的經歷

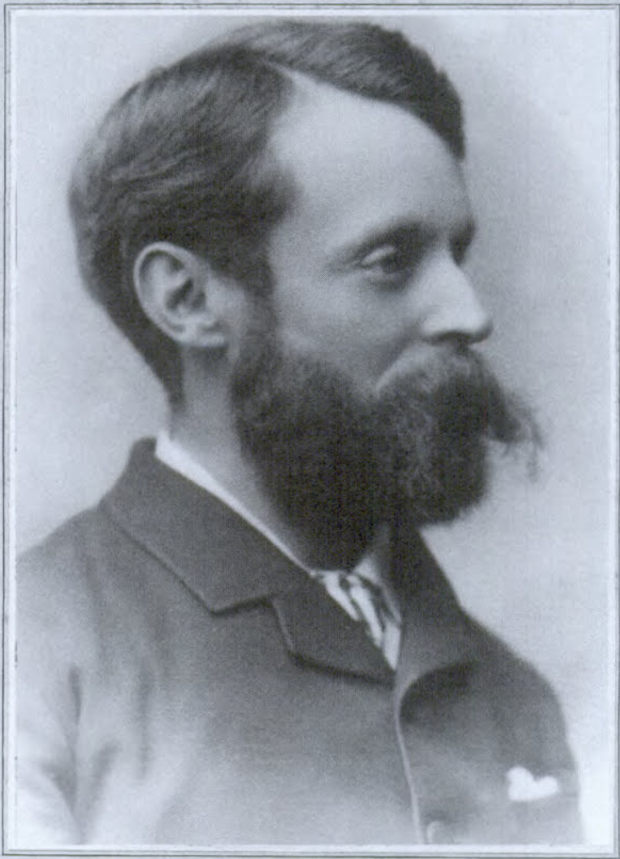
1887年的哈姆勒特肖像，他在此年成為政府化驗師

哈姆勒特在1884年2月14日來到計劃作為中轉站的悉尼，但他旋即找到工作，於是留在當地，受聘於新南威爾斯州教育部，擔任悉尼技術學院的化學講師。哈姆勒特其後受雇於新南威爾斯州衛生部，1885年1月1日成為助理政府化驗師，1887年成為政府化驗師，為新南威爾斯州政府的首席化學家，主要負責檢測食品、水、藥品所含化學物的含量是否符合法定標準。他亦在悉尼大學擴展教育課程局授課，並在機械工程學社（成人教育機構）舉行關於膳食的公開講座，這些講座令他變得知名。
哈姆勒特亦是鑑識科學家，參與刑事案件的法證工作，這令他更為公眾所知；他也加入了政府的炭疽研究委員會和布羅肯希爾鉛中毒事件調查委員會，並參與1888年在瑞福利納朱尼進行的炭疽動物試驗，擔任科學專家證人。為了表揚哈姆勒特對炭疽研究的貢獻，路易·巴斯德曾送他一張簽名照。但是，哈姆勒特也曾因法證工作而捲入爭議：1897年9月26日，悉尼報章《真理報》刊出了一封署名為約翰·諾頓的公開信，質疑哈姆勒特在喬治·迪恩投毒殺妻案（重大案件，引起社會爭議）中為檢方作專家證人期間的證詞，並要求把他革職。
哈姆勒特亦有參與澳洲的化學學術管理工作：在新南威爾斯皇家學會，哈姆勒特於1891年至1915年期間是理事會成員，並於1899年、1900年、1908年、1909年出任學會主席；在澳洲科學促進會（澳大利亞和新西蘭科學促進會前身），哈姆勒特在組織創辦時已大力支持，並向組織提交論文，於1892年是化學和礦物學分部主席，於1898年是理事會成員、化學和礦物學分部幹事。

## 個人生活

### 個性和思想
哈姆勒特身材瘦小；他博覽群書，說話清晰而高雅，同時充滿冒險精神。哈姆勒特奉行樂觀主義，並是新南威爾斯樂觀主義者俱樂部（Optimists' Club of New South Wales，國際樂觀社分部）的成員；他認為，如果想擁有樂觀主義思想，人需要有剛強、仁慈、正義的素質，具備冒險精神，並抱持喜悅的心情。他視拯救他人生命為最高尚之舉動。
哈姆勒特信奉基督教聖公宗，是一個活躍的教徒。他支持保守主義和君主主義，是一個忠實的君主主義者。

### 愛好和活動

#### 遠足
哈姆勒特熱愛遠足，他持續40年四處遠足，獲《太陽報》評論為「舉世最熱衷於遠足的遠足者之一」。他把遠足視為男人之間培養友誼的社交活動，又認為叢林徒步旅行能夠提供身心挑戰的空間。
1875年，哈姆勒特沿着诺福克郡的海岸健行，展開了平生第一趟遠足；後來，他繼續在英國國內遠足，足跡遍及英格蘭的薩福克郡、林肯郡、康瓦爾郡以及蘇格蘭高地西部和威爾斯，又曾從金斯林走到劍橋和牛津，在荷屬蘇利南工作時也來過當地的叢林。移民澳洲後，哈姆勒特在澳洲完成了這些遠足旅程：
| 年份   | 路徑／地區                               | 所行距離 | 所行距離 |
| ------ | ---------------------------------------- | -------- | -------- |
| 1905年 | 從蒂默特到亚仁勾比利岩洞，再從庫瑪到悉尼 | 692      | 430英里  |
| 1906年 | 從諾拉到墨爾本                           | 不詳     | 不詳     |
| 1907年 | 從布里斯班到悉尼                         | 640      | 398英里  |
| 1909年 | 從可西歐斯可到水牛山                     | 不詳     | 不詳     |
| 1911年 | 沿塔斯曼尼亞東岸                         | 不詳     | 不詳     |
| 1912年 | 從悉尼到墨爾本                           | 1,287    | 800英里  |
| 1913年 | 從布里斯班到悉尼                         | 640      | 398英里  |

哈姆勒特會跟隨羅伯特·路易斯·史蒂文森、威廉·赫茲利特等遠足愛好者的心得，或是參考他們的遠足路徑，或是以他們的想法來支持自己遠足的原因；他還收藏了一系列的遠足遊記，例如伊萊休·伯里特的《從倫敦到约翰欧格罗兹的遠足》（A Walk from London to John O'Groats）、威廉·馬蒂尤·威廉斯的《帶着背包走過挪威》（Through Norway with a Knapsack）、威廉·赫茲利特的《在旅途上》（On Going a Journey）等。在遠足時，哈姆勒特也會寫下記錄，但他的遊記以沿途觀察為主，較少敘述一行人之間的交流互動；他遠足時亦會拍攝，拍下沿途的美麗景色。
哈姆勒特在1895年與別人共同創立了澳洲首批遠足組織之一的瓦拉甘巴遠足俱樂部（Warragamba Walking Club），他與俱樂部其他會員一同到悉尼、藍山、南部高地、伊拉瓦拉等地健行。

#### 其他愛好和工餘活動
哈姆勒特擅長演奏風琴，造詣頗高，他的遺物裡有一份關於製造風琴的筆記。他也會寫詩，曾向期刊投稿詩作〈海之歌〉（A Ballad of the Sea）和〈坎布里亞皇后〉（The Queen of New Cambria）。此外，哈姆勒特亦擅於攝影。
哈姆勒特在1894年獲選為摩士曼文學與辯論協會（Mosman Literary and Debating Society）副主席。他又參與創辦摩士曼游泳和拯溺協會（Mosman Swimming and Life-Saving Society），並認為人們必須掌握拯溺方法來拯救自己和他人，希望推動拯溺教育，促進公眾認同把游泳和拯溺納入學校課程。1899年，摩士曼游泳和拯溺協會向他送上一個墨水瓶。

### 家庭和社交
威廉·莫格福德·哈姆勒特是家中長子，父親威廉·哈姆勒特（William Hamlett）是胸衣裁縫，母親本名為麗貝卡·莫格福德（Rebecca Mogkford）。他有一個弟弟叫約瑟·哈姆勒特（Joseph Hamlet），是英格蘭聖公會韋爾斯座堂的主任牧師和助理座堂主任牧師，擁有受俸者（一種高級神職人員）的職稱。
哈姆勒特的妻子名為艾達·瑪瑞（Ada Murray），兩人於1887年4月19日在北悉尼聖公會聖多馬堂成婚，育有五名子女。艾達·瑪瑞出身於海軍家庭，她的父親是英國皇家海軍兵員，參與過克里米亞戰爭。

## 晚年生活、逝世和安葬
哈姆勒特在1915年退休，一眾同事、科學家、官員、商人出席了他的欢送晚宴，並送上簽名簿和電子時鐘。
1931年11月18日，哈姆勒特在新南威爾斯州格蘭布魯克的家裡逝世，享年81歲。他的遺體在火化後葬於洛克伍德墓園，此前在火葬場舉行了聖公會崇拜儀式，由牧師歐內斯特·克勞德·貝克（Ernest Claude Beck）主禮，丧主為哈姆勒特女兒麥克恩夫人（Mrs. McKern）一家，多名政府官員和科學家均有出席。哈姆勒特先妻子而去，並遺下一子兩女。
哈姆勒特曾向同為化學家的外孫霍華德·麥克恩授予紋章；哈姆勒特逝世後，麥克恩為外祖父撰寫題為《威廉·莫格福德·哈姆勒特，1850年－1931年，君子與學者》（William Mogford Hamlet 1850-1931 Gentleman and Scholar）的傳記、以及《澳大利亞傳記辭典》上關於外祖父的條目，並把外祖父遺物捐贈予新南威爾斯州立圖書館。

## 榮譽
以下列出哈姆勒特所獲榮譽頭銜的全稱及縮寫：^ 
- 皇家化學研究所（英语：Royal Institute of Chemistry）院士（F.I.C.）
- 化學學會（英语：Chemical Society）院士（F.C.S.）

### 引用
1. 1 2 3 4 5 6 7 8 9 10 11 12 13 14 15 16 17 18 19 20  McKern 2005.
2. 1 2 3 4 5 6 7 8  The Sydney Morning Herald 1931a.
3. 1 2 3 4 5 6 7 8 9 10 11 12 13  Barrier Miner 1915.
4. 1 2 3 4 5 6  Harper 2007，第127頁.
5. 1 2 3 4 5 6 7  State Library of NSW.
6. ↑  Truth 1897.
7. ↑  The Brisbane Courier 1911.
8. 1 2  The Sydney Morning Herald 1897.
9. ↑  Harper 2007，第127–128頁.
10. 1 2 3  Harper 2007，第128頁.
11. 1 2  Clarence and Richmond Examiner 1908.
12. ↑  The Sydney Morning Herald 1894.
13. ↑  The Sydney Morning Herald 1931b.

### 文獻

#### 書籍、百科全書及網頁
- Harper, Melissa. . UNSW Press. 2007. ISBN 9780868409689.
- McKern, Howard. . . 2005  [2017-07-09]. （原始内容存档于2017-07-09）.
- . State Library of NSW.   [2017-07-09]. （原始内容存档于2017-07-09）.

#### 報章及原始資料
- . The Sydney Morning Herald. 1894-07-28  [2017-07-09]. （原始内容存档于2021-03-07）.
- . The Sydney Morning Herald. 1897-09-27  [2017-07-09]. （原始内容存档于2021-03-07）.
- . Truth. 1897-09-26  [2017-07-09]. （原始内容存档于2021-07-15）.
- . Clarence and Richmond Examiner. 1908-07-04  [2017-07-09]. （原始内容存档于2021-02-08）.
- . The Brisbane Courier. 1911-09-02  [2017-07-09]. （原始内容存档于2021-03-07）.
- . Barrier Miner. 1915-05-15  [2017-07-09]. （原始内容存档于2021-03-07）.
- . The Sydney Morning Herald. 1931-11-19  [2017-07-09]. （原始内容存档于2021-03-07）. (a)
- . The Sydney Morning Herald. 1931-11-23  [2017-07-09]. （原始内容存档于2021-07-15）. (b)